# ランゲルハンス細胞

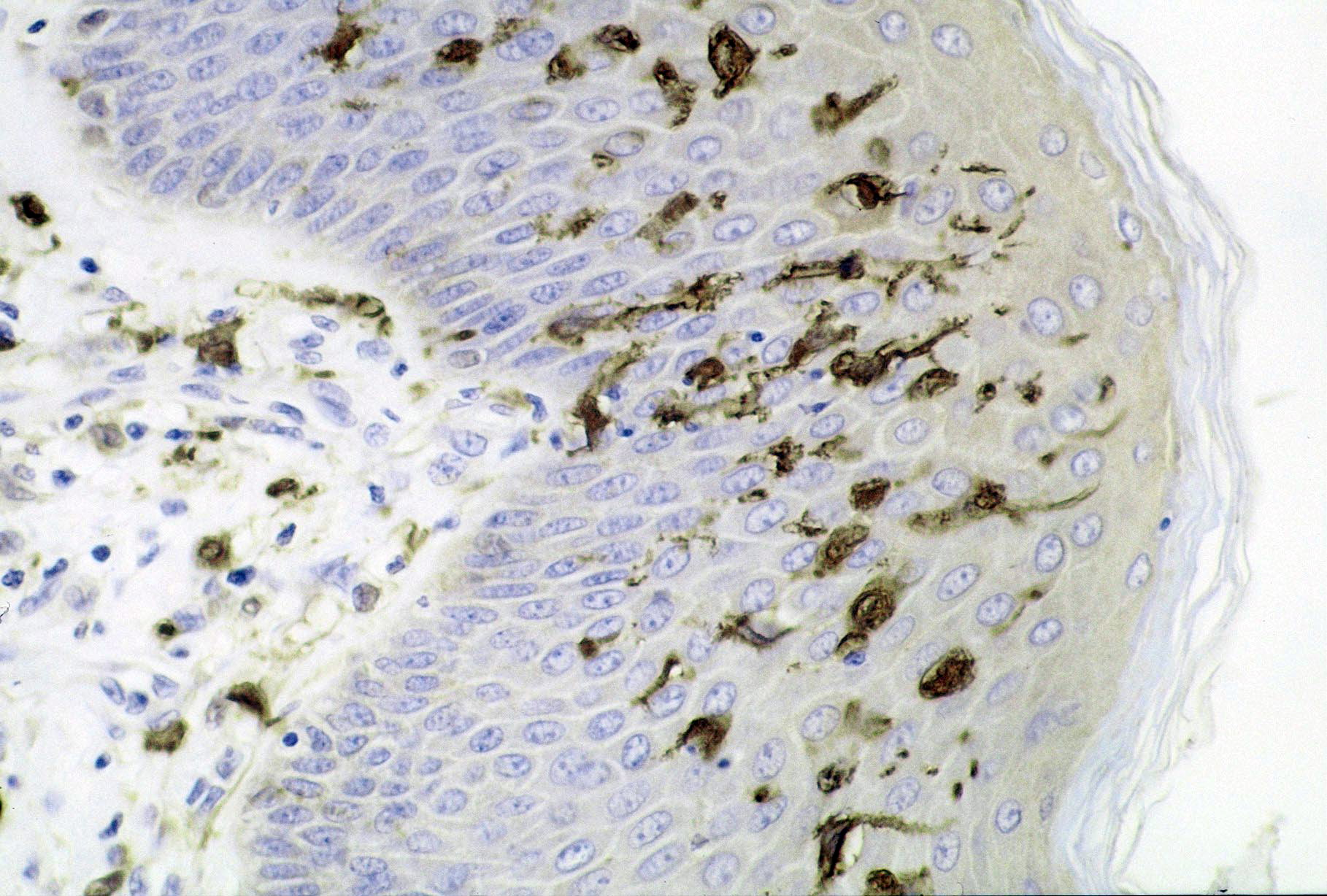
表皮に多く存在するランゲルハンス細胞

ランゲルハンス細胞（ランゲルハンスさいぼう、英: Langerhans cell、独: Langerhans-Zellen）は、表皮に存在する樹状細胞の一つ。
発見者であるドイツの医学者パウル・ランゲルハンスにちなんで名づけられている。骨髄で造られ、表皮有棘層に存在する樹状細胞であり、表皮全体の細胞数の2〜5％を占めている。樹枝状の突起があり、皮膚免疫を司る沢山のレセプター（受容体）を持ち、外部から侵入する細菌やウイルス、化学物質、かび、放射線、紫外線、温熱、寒冷等の刺激や、皮膚内部の状況を常に脳へ伝達し皮膚の均衡を保つセンサーの役目を担っている。
遊走性で、細胞内の抗原輸送を担うバーベック顆粒（Birbeck granule）があり、抗原を樹枝状の突起で取り込むとリンパ管を通って特定のリンパ節に移動し、抗原をT細胞に提示しこれを感作する。感作されたT細胞が皮膚に移行して抗原に出会うとサイトカインを放出し、異物を殺傷したり炎症などを引き起こしたりする。
老化した皮膚ではランゲルハンス細胞の数が低下しており、情報伝達が滞れば、微生物や化学物質などの異物は排除されず侵入を許し、皮膚や体の健康的な営みが損なわれることになる。

## ランゲルハンス細胞とアトピー性皮膚炎
ランゲルハンス細胞とアトピー性皮膚炎との関係について、近年様々な研究報告がなされている。ランゲルハンス細胞は、IgE受容体をもっておりIgE抗体を介してアレルゲンを捕捉しアレルギー反応を加速する。I型アレルギーのみならず、IV型（遅延型）アレルギー反応にも重要な働きを演じていることが判明している。また、近年注目されるようになった病態論として表皮バリア破綻説、即ちバリア機能の欠陥という皮膚の生理学的異常の分子レベルの解明が進んでいる。
新しい発見として2005年、ランゲルハンス細胞は病原体の侵入があると免疫系細胞に警戒態勢をとらせると考えられてきたが、それにとどまらず感染や炎症に対する皮膚の反応を弱めていることを、エール大学医学部の研究者たちが明らかにした。
2009年　慶應義塾大学医学部久保亮治特別研究講師、天谷雅行教授らの研究グループは、ランゲルハンス細胞の細胞突起が、表皮に形成される皮膚バリアを突き抜けて外界の抗原、異物を取り込むことを発見した。アトピー性皮膚炎の病態の理解・治療法の開発に結びつく可能性が期待されるが、この領域でのランゲルハンス細胞の役割はまだ十分には解明されていない。

## ランゲルハンス細胞　解明の年譜
- 1868年、ドイツの解剖学者　パウル・ランゲルハンス（Paul  Langerhans）により、表皮でランゲルハンス細胞が発見された[4]。
- 1961年、バーベック（M. S. Birbeck）等が、ランゲルハンス細胞にラケット状の細胞内小器官を見出した[5]。
- 1970年、フェルトマン（J. E. Veldman）がオランダのフローニンゲン大学で発表した博士論文[6]でランゲルハンス細胞がリンパ節でT細胞に抗原提示をする相互連結性嵌入細胞と同定した。
- 1973年、ロックフェラー大学のラルフ・スタインマンがマウスの脾臓で同じ細胞を再発見した。突起のある腕をもつ外観から「樹状細胞」と改めて命名した。
- 2005年、イェール大学医学部が、ランゲルハンス細胞は免疫反応を調節することを発表。
- 2009年、慶應義塾大学医学部の久保亮治特別研究講師・天谷雅行教授らは、ランゲルハンス細胞の細胞突起が、表皮に形成される皮膚バリアを突き抜けて外界の抗原、異物を取り込むことを発見。